# Львівська обласна рада VI демократичного скликання
Львівська обласна рада народних депутатів VI демократичного скликання — представничий орган Львівської області у 2010—2015 роках.
Нижче наведено список депутатів Львівської обласної ради народних депутатів VI демократичного скликання, обраних 31 жовтня 2010 року. Всього до Львівської обласної ради VI демократичного скликання було обрано 116 осіб.
Згідно з результатами виборів до облради потрапили представники зі списків таких політичних сил:
| №  | Партія                     | Здобуто місць |
| -- | -------------------------- | ------------- |
| 1  | ВО «Свобода»               | 41            |
| 2  | Фронт Змін                 | 18            |
| 3  | Партія Регіонів            | 10            |
| 4  | Народний Рух України       | 8             |
| 5  | Наша Україна               | 7             |
| 6  | ПППУ                       | 6             |
| 7  | УНП                        | 5             |
| 8  | Сильна Україна             | 4             |
| 9  | Відродження                | 3             |
| 10 | УДАР                       | 3             |
| 11 | Народна партія             | 3             |
| 12 | КУН                        | 2             |
| 13 | УСДП                       | 2             |
| 14 | Єдиний центр               | 1             |
| 15 | РХП                        | 1             |
| 16 | Партія захисників Вітчизни | 1             |
| 17 | УСелДП                     | 1             |

## Список депутатів
| Прізвище, ім'я, по-батькові          | Виборчий список чи виборчий округ      | Посада | Партійність                                                               | Примітки               |
| ------------------------------------ | -------------------------------------- | --- | ------------------------------------------------------------------------- | ---------------------- |
| Байко Олеся Іванівна                 | Всеукраїнське об'єднання «Свобода»     | Тимчасово не працювала | Всеукраїнське об'єднання «Свобода»                                        |                        |
| Балицький Олексій Михайлович         | № 16                                   | генеральний директор КП «Наше місто»; директор департаменту екології та природних ресурсів Львівської обласної державної адміністрації                                                               | Всеукраїнське об'єднання «Свобода»                                        |                        |
| Баляш Олег Григорович                | Партія регіонів                        | Заступник голови Спостережної ради ПАТ «Оксі Банк» | Партія регіонів                                                           | Дообраний у 2012       |
| Баран Василь Степанович              | № 39                                   | Директор Перемишлянського районного центру зайнятості | позапартійний; Народний Рух України                                       |                        |
| Баран Микола Михайлович              | № 5                                    | Генеральний директор ВАТ «Дрогобицький завод автомобільних кранів»; начальник управління розвитку інфраструктури та дорожнього господарства Львівської обласної державної адміністрації              | Партія «Фронт змін»                                                       |                        |
| Баран Олег Володимирович             | Партія регіонів                        | Директор ТзОВ «Родинна ковбаска» | Партія регіонів                                                           | Вибув у квітні 2014    |
| Барановський Ігор Ярославович        | № 41                                   | Директор підприємства «Міжнародні вантажні перевезення «Пласкоп» | Всеукраїнське об'єднання «Свобода»                                        |                        |
| Барбара Михайло Михайлович           | № 57                                   | Викладач історії та правознавства Новояворівського НВК «СЗШ II ст. – ліцей» | Всеукраїнське об'єднання «Свобода»                                        |                        |
| Батенко Тарас Іванович               | № 32                                   | Директор філії нафтопроводу «Дружба» ВАТ «Укртранснафта» | позапартійний; Українська народна партія                                  | Вибув у 2014           |
| Білас Всеволод Омелянович            | № 8                                    | Директор з корпоративних питань Холдингу IDS Group BORJOMI International | позапартійний; Українська народна партія                                  |                        |
| Бокало Іван Васильович               | № 30                                   | Старший інспектор відділу технічних засобів контролю Львівської митниці | позапартійний; Політична партія «Сильна Україна»                          |                        |
| Блавацький Михайло Васильович        | № 34                                   | заступник директора ТОВ «Тесла-Україна» | Всеукраїнське об'єднання «Свобода»                                        | Вибув у 2012           |
| Вервега Тарас Васильович             | Політична партія «Наша Україна»        | Віце-президент ТзОВ «Софт Серв» | Політична партія «Наша Україна»; позапартійний                            |                        |
| Верес Юрій Богданович                | Політична партія «Фронт змін»          | Приватний підприємець в місті Новояворівську | Політична партія «Фронт змін»                                             |                        |
| Візняк Юрій Ярославович              | № 23                                   | Голова Городоцької районної державної адміністрації; викладач Львівського університету бізнесу та права                                                                                              | Українська народна партія                                                 |                        |
| Войтів Юрій Ярославович              | № 52                                   | Головний лікар Старосамбірської центральної районної лікарні | Народний Рух України                                                      |                        |
| Гагалюк Богдан Миколайович           | Народний Рух України                   | Заступник директора ТзОВ «Інкомтранс» | Народний Рух України                                                      |                        |
| Ганущин Олександр Олександрович      | Народний Рух України                   | Виконавчий директор громадського об’єднання «Фестиваль Підкамінь» місто Броди | Народний Рух України                                                      |                        |
| Гичка Михайло Михайлович             | № 51                                   | Головний лікар Львівської обласної клінічної лікарні | позапартійний; Партія промисловців і підприємців України                  |                        |
| Гнатишин Михайло Ярославович         | № 47                                   | Голова Сколівської районної державної адміністрації | Партія регіонів                                                           | Дообраний у 2013 році  |
| Говірко Володимир Іванович           | Всеукраїнське об'єднання «Свобода»     | Приватний підприємець | Всеукраїнське об'єднання «Свобода»                                        |                        |
| Голобутовський Володимир Зіновійович | № 3                                    | Приватний підприємець | Партія «Фронт змін»                                                       |                        |
| Горон Іван Степанович                | Політична партія «УДАР Віталія Кличка» | Заступник директора з господарських питань ТОВ «Пансіонат «Золотий Лев» | Політична партія «УДАР Віталія Кличка»                                    |                        |
| Грещук Ігор Станіславович            | № 21                                   | Директор ТзОВ «РІО-міст» | позапартійний; Партія регіонів                                            |                        |
| Грицьків Іван Іванович               | Всеукраїнське об'єднання «Свобода»     | Приватний підприємець у місті Ходорів | Всеукраїнське об'єднання «Свобода»                                        |                        |
| Груник Ігор Степанович               | № 37                                   | Заступник начальника ДТГО «Львівська залізниця» | Партія «Відродження»                                                      |                        |
| Гунько Ігор Ярославович              | № 9                                    | Пенсіонер у місті Новий Розділ | Всеукраїнське об'єднання «Свобода»                                        |                        |
| Дацько Роман Михайлович              | Політична партія «Фронт змін»          | Голова об’єднання профспілок Львівщини | позапартійний                                                             | Дообраний у січні 2015 |
| Дейнека Анатолій Михайлович          | № 48                                   | Начальник, 1-й заступник начальника Львівського обласного управління лісового та мисливського господарства                                                                                           | Народна партія                                                            |                        |
| Дзюдзь Михайло Семенович             | № 56                                   | Начальник Управління Державного департаменту України з питань виконання покарань у Львівській області                                                                                                | позапартійний; Партія промисловців і підприємців України                  |                        |
| Дубневич Богдан Васильович           | № 42                                   | Президент ТзОВ АПП «Львівське» | позапартійний; Партія «Відродження»                                       | Вибув у 2014           |
| Дубневич Ярослав Васильович          | № 24                                   | Представник Укрзалізниці у Верховній Раді України | позапартійний; Партія «Відродження»                                       | Вибув у 2012           |
| Дуда Левко Остапович                 | Всеукраїнське об'єднання «Свобода»     | Тимчасово не працював; керівник Жидачівської районної організації ВО «Свобода» | Всеукраїнське об'єднання «Свобода»                                        |                        |
| Дудич Роман Іванович                 | № 36                                   | Заступник директора державного підприємства «Львівське лісове господарство» | позапартійний; Партія промисловців і підприємців України                  |                        |
| Заваруєв (Габа) Анатолій Михайлович  | Всеукраїнське об'єднання «Свобода»     | Приватний підприємець, генеральний директор ПП «Поліграф-Україна» | Всеукраїнське об'єднання «Свобода»                                        | Вибув у 2012           |
| Завійський Леонід Михайлович         | № 45                                   | Директор державного підприємства «Львівський дорожній сервіс» | Українська соціал-демократична партія                                     |                        |
| Загорський Володимир Степанович      | Партія регіонів                        | Директор Львівського регіонального інституту державного управління НАДУ | позапартійний; Партія регіонів                                            | Дообраний у 2012       |
| Задорожний Михайло Леонович          | № 26                                   | Голова правління Дрогобицької райспоживспілки | позапартійний; Всеукраїнське об'єднання «Свобода»                         |                        |
| Зірченко Юрій Петрович               | Всеукраїнське об'єднання «Свобода»     | Заступник голови Львівської обласної Спілки політичних в'язнів України | Всеукраїнське об'єднання «Свобода»                                        |                        |
| Іванишин Петро Кирилович             | Політична партія «Фронт змін»          | Директор ТзОВ «Альфа» | Політична партія «Фронт змін»                                             |                        |
| Кадикало Микола Олегович             | Політична партія «Фронт змін»          | Заступник голови ГО «Фронт Змін»; помічник-консультант народного депутата України | Політична партія «Фронт змін»                                             | Вибув у 2014           |
| Казан Володимир Михайлович           | Всеукраїнське об'єднання «Свобода»     | Фізична особа-підприємець, директор бази відпочинку «Бойківський двір» села Розлуч Турківського району                                                                                               | Всеукраїнське об'єднання «Свобода»                                        | Дообраний у 2014       |
| Калинич Іван Юрійович                | Всеукраїнське об'єднання «Свобода»     | Приватний підприємець | Всеукраїнське об'єднання «Свобода»                                        | Дообраний у 2012       |
| Камінський Василь Іванович           | № 13                                   | Голова правління благодійної організації «Архангел Михаїл» | Всеукраїнське об'єднання «Свобода»                                        |                        |
| Канака Остап Тарасович               | Всеукраїнське об'єднання «Свобода»     | Приватний підприємець, співак | позапартійний; Всеукраїнське об'єднання «Свобода»                         |                        |
| Карпінський Зіновій Євстахійович     | № 14                                   | Генеральний директор ТзОВ «Екран» | позапартійний; Конгрес українських націоналістів                          |                        |
| Каспер Богдан Михайлович             | Всеукраїнське об'єднання «Свобода»     | Шеф-редактор газети «Жовківщина» | Всеукраїнське об'єднання «Свобода»                                        | Дообраний у 2012       |
| Качмарик Ярослав Дмитрович           | Всеукраїнське об'єднання «Свобода»     | Доцент кафедри економіки підприємств Львівської комерційної академії | Всеукраїнське об'єднання «Свобода»                                        |                        |
| Кирилич Володимир Ігорович           | № 33                                   | Лікар-хірург Кам'янка-Бузької центральної районної лікарні | Партія «Фронт змін»                                                       |                        |
| Кінах (Йонка) Андрій Михайлович      | Всеукраїнське об'єднання «Свобода»     | Підприємець ФОП Кінах А.М. у місті Сокалі | Всеукраїнське об'єднання «Свобода»                                        |                        |
| Кіт Андрій Богданович                | № 28                                   | Директор Державного підприємства дослідного господарства «Оброшине» | Політична партія «Сильна Україна»; Політична партія «УДАР Віталія Кличка» | Вибув у 2014           |
| Ковалишин Ігор Дмитрович             | Політична партія «Фронт змін»          | Лікар-стоматолог Львівського обласного ЛФД | Політична партія «Фронт змін»                                             | Дообраний у 2013       |
| Ковальчук Роман Ярославович          | № 20                                   | Соліст опери Львівського національного театру імені Соломії Крушельницької | Всеукраїнське об'єднання «Свобода»                                        | Дообраний у 2013       |
| Козак Богдан Романович               | № 22                                   | Генеральний директор ТзОВ Торговельно-виробнича компанія «Львівхолод» | Українська народна партія                                                 |                        |
| Козак Тарас Романович                | № 29                                   | Заступник голови Громадської організації «Центр Правова Держава» | позапартійний; Українська селянська демократична партія                   | Вибув у 2014           |
| Козяр Михайло Миколайович            | Партія регіонів                        | Ректор Львівського державного університету безпеки життєдіяльності МНС України | позапартійний; Партія регіонів                                            |                        |
| Колодій Петро Несторович             | Всеукраїнське об'єднання «Свобода»     | Заступник голови Львівської обласної ради V скликання | Всеукраїнське об'єднання «Свобода»                                        |                        |
| Колтик Тарас Іванович                | Політична партія «Наша Україна»        | Генеральний директор ТзОВ «ТІК ЛТД» | Політична партія «Наша Україна»                                           |                        |
| Корнат Андрій Володимирович          | Народний Рух України                   | Аспірант Львівського регіонального інституту державного управління Національної академії державного управління при Президенту України, голова Львівської крайової організації Народного Руху України | Народний Рух України                                                      |                        |
| Костів Богдан Степанович             | Всеукраїнське об'єднання «Свобода»     | Тимчасово не працював | Всеукраїнське об'єднання «Свобода»                                        | Дообраний у 2012       |
| Костюк Ганна Іванівна                | Політична партія «Фронт змін»          | Директор Сокальської агенції регіонального розвитку | Політична партія «Фронт змін»                                             |                        |
| Костюк Михайло Іванович              | № 34                                   | Сільський голова села Банюнин Кам’янка-Бузького району | Всеукраїнське об'єднання «Свобода»                                        | Дообраний у 2013       |
| Кочержат Василь Іванович             | № 4                                    | Лікар-акушер-гінеколог пологового будинку Бориславської центральної міської лікарні | Партія «Фронт змін»                                                       |                        |
| Кравченко Ярослав Охрімович          | Всеукраїнське об'єднання «Свобода»     | Професор кафедри історії теорії мистецтв Львівської Національної академії мистецтв | Всеукраїнське об'єднання «Свобода»                                        |                        |
| Кривецький Ігор Ігорович             | Всеукраїнське об'єднання «Свобода»     | Приватний підприємець | Всеукраїнське об'єднання «Свобода»                                        | Вибув у 2012           |
| Криськів Ігор Миколайович            | Політична партія «Фронт змін»          | Приватний підприємець у Бродівському районі | Політична партія «Фронт змін»                                             |                        |
| Криштопа Микола Григорович           | № 18                                   | Директор Державного ВАТ «Шахта «Надія» | позапартійний; Політична партія «Сильна Україна»                          |                        |
| Круць Василь Олексійович             | № 54                                   | Головний лікар Стрийської центральної районної лікарні; пенсіонер | позапартійний; Партія регіонів                                            |                        |
| Кузенко Олег Васильович              | № 10                                   | Тимчасово не працював, місто Новий Розділ | Всеукраїнське об'єднання «Свобода»                                        |                        |
| Кубів Степан Іванович                | Політична партія «Фронт змін»          | Член спостережної ради ПАТ АКБ «Львів», голова ГО «Фронт Змін» | Політична партія «Фронт змін»                                             | Вибув у 2012           |
| Куйбіда Василь Степанович            | Народний Рух України                   | Професор Університету «Україна», голова Народного Руху України | Народний Рух України                                                      |                        |
| Кукуруза Теодор Дмитрович            | № 31                                   | Приватний підприємець, співак | позапартійний; Всеукраїнське об'єднання «Свобода»                         |                        |
| Курчик Тарас Михайлович              | № 6                                    | Приватний підприємець, співак | позапартійний; Народний Рух України                                       |                        |
| Магур Осип Мар'янович                | Всеукраїнське об'єднання «Свобода»     | Приватний підприємець у місті Бориславі | Всеукраїнське об'єднання «Свобода»                                        |                        |
| Мандюк Олег Семенович                | Політична партія «Фронт змін»          | Директор Спільного підприємства «Новий дім» | Політична партія «Фронт змін»                                             | Вибув у 2013           |
| Мартинюк Леонтій Святославович       | Всеукраїнське об'єднання «Свобода»     | Менеджер з реклами ТзОВ «Сфера Сім» | Всеукраїнське об'єднання «Свобода»                                        | Вибув у 2012           |
| Микитюк Роман Володимирович          | Партія регіонів                        | Начальник Львівської митниці | Партія регіонів                                                           | Вибув у 2011           |
| Москалюк Олександр Вікторович        | Всеукраїнське об'єднання «Свобода»     | Керівник юридичної служби ВАТ «Київтелемонтаж» | Всеукраїнське об'єднання «Свобода»                                        | Вибув у 2014           |
| Мудрий Ярослав Ярославович           | Всеукраїнське об'єднання «Свобода»     | Вчитель Верхньобілківської загальноосвітньої школи Пустомитівського р-ну | Всеукраїнське об'єднання «Свобода»                                        |                        |
| Небожук Олександра Іванівна          | № 50                                   | Вчитель НВК «Загальноосвітня школа I-III ступеня-ліцей» міста Великі Мости | Всеукраїнське об'єднання «Свобода»                                        |                        |
| Охріменко Леонід Володимирович       | № 46                                   | Начальник відділу освіти Самбірської районної державної адміністрації | Українська соціал-демократична партія; позапартійний                      |                        |
| Пазиняк Василь Степанович            | № 58                                   | Асистент кафедри дитячої хірургії Львівського національного медичного університету імені Данила Галицького                                                                                           | позапартійний; Партія захисників Вітчизни                                 | Вибув у 2012           |
| Панькевич Олег Ігорович              | № 20                                   | Юрисконсульт ПП «Арій» | Всеукраїнське об'єднання «Свобода»                                        | Вибув у 2012           |
| Пешко Петро Степанович               | Політична партія «Фронт змін»          | Директор ТзОВ МПП «Інтеркомерс»; директор Комунального підприємства Львівської обласної ради «Галсільліс»                                                                                            | Політична партія «Фронт змін»                                             |                        |
| Пилипенко Пилип Данилович            | №1                                     | Завідувач кафедри трудового, аграрного та екологічного права Львівського національного університету імені Івана Франка                                                                               | Всеукраїнське об'єднання «Свобода»                                        |                        |
| Пирч Галина Іванівна                 | Всеукраїнське об'єднання «Свобода»     | Директор навчально-реабілітаційного центру «Мрія» | Всеукраїнське об'єднання «Свобода»                                        |                        |
| Підлісний Юрій Теодорович            | Політична партія «Фронт змін»          | Старший викладач філософії, директор Інституту родини та подружнього життя Українського Католицького Університету                                                                                    | Політична партія «Фронт змін»                                             |                        |
| Пісний Василь Михайлович             | Політична партія «Фронт змін»          | У розпорядженні Державної податкової адміністрації України; 1-й заступник голови Львівської обласної ради                                                                                            | Політична партія «Фронт змін»; позапартійний                              |                        |
| Піх Богдан Петрович                  | № 55                                   | Начальник Державного територіально-галузевого об’єднання «Львівська залізниця» | позапартійний; Партія регіонів                                            |                        |
| Поліщак Ольга Євгеніївна             | № 17                                   | Керівник сектору ПП «ОККО-нафтопродукт» | Всеукраїнське об'єднання «Свобода»                                        |                        |
| Помірчий Руслан Степанович           | Всеукраїнське об'єднання «Свобода»     | Приватний підприємець | Всеукраїнське об'єднання «Свобода»                                        | Дообраний у 2013       |
| П'ятак Валерій Альбертович           | Політична партія «Наша Україна»        | Голова правління громадської організації «Інститут регіонального розвитку»; заступник голови Львівської обласної ради                                                                                | Політична партія «Наша Україна»; позапартійний                            |                        |
| Рісний Олег Петрович                 | Політична партія «Фронт змін»          | Директор Львівського міського центру зайнятості | Політична партія «Фронт змін»                                             |                        |
| Саган Володимир Степанович           | № 24                                   | Представник благодійної організації «Фонд братів Дубневичів» | позапартійний; Політична партія «УДАР Віталія Кличка»                     | Дообраний у 2013 році  |
| Сендак Михайло Дмитрович             | № 25                                   | Голова Дрогобицької районної державної адміністрації | Партія регіонів                                                           |                        |
| Сендега Олександр Степанович         | Партія регіонів                        | Начальник Газопромислового управління «Львівгазвидобування»; начальник Львівського відділення Газопромислового управління «Полтавагазвидобування»                                                    | позапартійний; Партія регіонів                                            |                        |
| Сеник Мирослав Петрович              | Політична партія «Наша Україна»        | Голова Львівської обласної ради V скликання; проректор Українського Католицького Університету | Політична партія «Наша Україна»; позапартійний                            |                        |
| Сенчук Сергій Степанович             | № 43                                   | Начальник Львівського міського управління земельних ресурсів; президент корпорації «Еколан» | Партія «Єдиний Центр»; позапартійний                                      |                        |
| Сех Ірина Ігорівна                   | № 19                                   | Директор ПП «Агенція юридичного захисту» | Всеукраїнське об'єднання «Свобода»                                        | Вибула у 2012          |
| Сидорак Богдан Михайлович            | № 7                                    | Начальник служби експлуатації основних фондів, будівництва та ремонту санаторію «Перлина Прикарпаття» ДП СКК «Моршинкурорт»                                                                          | Партія «Фронт змін»                                                       |                        |
| Ситник Йосиф Степанович              | № 2                                    | Доцент кафедри менеджменту персоналу та адміністрування Національного університету «Львівська політехніка»                                                                                           | Всеукраїнське об'єднання «Свобода»                                        | Дообраний у 2013       |
| Сірків Михайло Миколайович           | № 40                                   | Начальник Інспекції Державного архітектурно- будівельного контролю у Львівській області | позапартійний; Республіканська Християнська Партія                        |                        |
| Скиба Тарас Ярославович              | Всеукраїнське об'єднання «Свобода»     | Тимчасово не працював | Всеукраїнське об'єднання «Свобода»                                        |                        |
| Сороківський Степан Михайлович       | Всеукраїнське об'єднання «Свобода»     | Лікар-стоматолог РНЛ міста Рудки | Всеукраїнське об'єднання «Свобода»                                        | Дообраний у 2014       |
| Старовойт Олександр Миколайович      | Політична партія «Наша Україна»        | Помічник-консультант народного депутата України | Політична партія «Наша Україна»; Політична партія «УДАР Віталія Кличка»   |                        |
| Стахів Остап Миколайович             | Всеукраїнське об'єднання «Свобода»     | Соліст-бандурист Львівської філармонії | Всеукраїнське об'єднання «Свобода»                                        |                        |
| Стефанишин Ігор Богданович           | Політична партія «Наша Україна»        | Помічник-консультант народного депутата України; директор ПП «Постамент» | Політична партія «Наша Україна»; позапартійний                            |                        |
| Стецькович Іван Іванович             | № 58                                   | Тимчасово не працював | Всеукраїнське об'єднання «Батьківщина»                                    | Дообраний у 2013       |
| Титикало Михайло Федорович           | № 27                                   | Голова наглядової ради ВАТ «Кохавинська паперова фабрика» | позапартійний; Партія промисловців і підприємців України                  |                        |
| Тістик Володимир Зіновійович         | Всеукраїнське об'єднання «Свобода»     | Директор ТзОВ «Володар» | Всеукраїнське об'єднання «Свобода»                                        |                        |
| Турчин Богдан Данилович              | № 38                                   | Президент Асоціації підприємств «М-99» міста Мостиська | позапартійний; Партія промисловців і підприємців України                  |                        |
| Тягнибок Андрій Ярославович          | № 47                                   | комерційний директор ТзОВ «Амід» | Всеукраїнське об'єднання «Свобода»                                        | Вибув у 2012           |
| Тягнибок Олег Ярославович            | Всеукраїнське об'єднання «Свобода»     | Народний депутат України; голова Всеукраїнського об'єднання «Свобода» | Всеукраїнське об'єднання «Свобода»                                        | Вибув у 2012           |
| Фаріон Ірина Дмитрівна               | № 2                                    | Доцент кафедри української мови та прикладної лінгвістики Національного університету «Львівська політехніка»                                                                                         | Всеукраїнське об'єднання «Свобода»                                        | Вибула у 2012          |
| Федак Тарас Васильович               | № 11                                   | Заступник директора ТзОВ «Трубопласт» | позапартійний; Партія промисловців і підприємців України                  |                        |
| Федашко Петро Васильович             | № 44                                   | Директор ТзОВ «Вітан-Транс» Радехівського району | позапартійний; Політична партія «Сильна Україна»                          |                        |
| Федоренко Сергій Мирославович        | Партія регіонів                        | Головний лікар КЗЛОР «Львівська обласна інфекційна клінічна лікарня» | Партія регіонів                                                           |                        |
| Ханас Степан Гаврилович              | Всеукраїнське об'єднання «Свобода»     | Вчитель Лопатинської середньої загальноосвітньої школи I-III ступеня Радехівського району | Всеукраїнське об'єднання «Свобода»                                        |                        |
| Хобзей Павло Кузьмович               | Політична партія «Наша Україна»        | Заступник директора Львівського обласного інституту післядипломної педагогічної освіти; проректор Українського Католицького Університету                                                             | Політична партія «Наша Україна»; позапартійний                            |                        |
| Холявка Андрій Володимирович         | Всеукраїнське об'єднання «Свобода»     | Вчитель історії і правознавства середньої загальноосвітньої школи № 87 міста Львова; заступник начальника управління Львівської обласної ради                                                        | Всеукраїнське об'єднання «Свобода»                                        |                        |
| Хомин Ярослав Михайлович             | № 53                                   | Начальник Стрийського відділення бурових робіт БУ «Укрбургаз» ДК «Украгзвидобування» | позапартійний; Українська народна партія                                  |                        |
| Чебаненко Олександр Іванович         | № 15                                   | Голова правління ЗАТ СГК «Дніпро-Бескид» міста Трускавець | Народна партія                                                            |                        |
| Чехут Володимир Миронович            | Всеукраїнське об'єднання «Свобода»     | Приватний підприємець Бродівського району | Всеукраїнське об'єднання «Свобода»                                        |                        |
| Чечотка Богдан Романович             | № 35                                   | Головний лікар Миколаївської центральної районної лікарні | Політична партія «Фронт змін»                                             |                        |
| Чорна Галина Михайлівна              | Всеукраїнське об'єднання «Свобода»     | Тимчасово не працювала; заступник директора ПП «СТО-ВП Плюс» | Всеукраїнське об'єднання «Свобода»                                        | Вибула у квітні 2014   |
| Шаваров Юрій Іванович                | № 19                                   | Завідувач відділення № 3 Львівської обласної клінічної лікарні | Всеукраїнське об'єднання «Свобода»                                        | Дообраний у 2013       |
| Швед Роман Тимофійович               | № 49                                   | Лікар-уролог, головний лікар Сокальської центральної районної лікарні | Конгрес українських націоналістів                                         |                        |
| Шейка Орест Вікторович               | Політична партія «Фронт змін»          | Директор ТзОВ «Компанія Гердан» | Політична партія «Фронт змін»                                             |                        |
| Шеремета Святослав Петрович          | Народний Рух України                   | Директор Західно-українського центру політичних досліджень ; директор комунального підприємства Львівської обласної ради «Доля»                                                                      | Народний Рух України                                                      |                        |
| Щепанкевич Іван Станіславович        | Політична партія «УДАР Віталія Кличка» | Директор департаменту сировини ЗАТ «Галичина» | позапартійний; Політична партія «УДАР Віталія Кличка»                     |                        |
| Юринець Оксана Василівна             | Політична партія «УДАР Віталія Кличка» | Доцент кафедри менеджменту організацій Національного університету «Львівська політехніка» | Політична партія «УДАР Віталія Кличка»                                    | Вибула у 2014          |
| Юрчишин Степан Федорович             | Партія регіонів                        | Спортивний директор футбольного клубу «Карпати» | позапартійний; Партія регіонів                                            | Вибув у 2011           |
| Ямельницький Олег Ярославович        | Політична партія «УДАР Віталія Кличка» | Головний державний ревізор-інспектор відділу внутрішнього контролю управління внутрішнього аудиту та контролю Головного управління ДФС у Львівській області                                          | Політична партія «УДАР Віталія Кличка»                                    | Дообраний у 2014       |
| Ярема Ігор Іванович                  | № 12                                   | Директор державного підприємства «Самбірський лісгосп» | позапартійний; Народна партія                                             |                        |
| Ясницький Стефан Йосипович           | Політична партія «Фронт змін»          | Пенсіонер | Політична партія «Фронт змін»                                             | Дообраний у 2012       |

На 1-й сесії, 30 листопада 2010 року, головою Львівської обласної ради VI демократичного скликання обраний Панькевич Олег Ігорович. 2 грудня 2010 року 1-м заступником голови Львівської обласної ради VI демократичного скликання обраний Колодій Петро Несторович, заступником — П'ятак Валерій Альбертович. 23 листопада 2012 року головою Львівської обласної ради VI демократичного скликання замість Олега Панькевича (який став народним депутатом України) був обраний Колодій Петро Несторович.
25 квітня 2013 року 1-м заступником голови Львівської обласної ради VI демократичного скликання обраний Пісний Василь Михайлович